# Santa Giuletta
Santa Giuletta ist eine norditalienische Gemeinde (comune) mit 1563 Einwohnern (Stand 31. Dezember 2023) in der Provinz Pavia in der Lombardei. Die Gemeinde liegt etwa 17,5 Kilometer südsüdöstlich von Pavia in der Oltrepò Pavese.

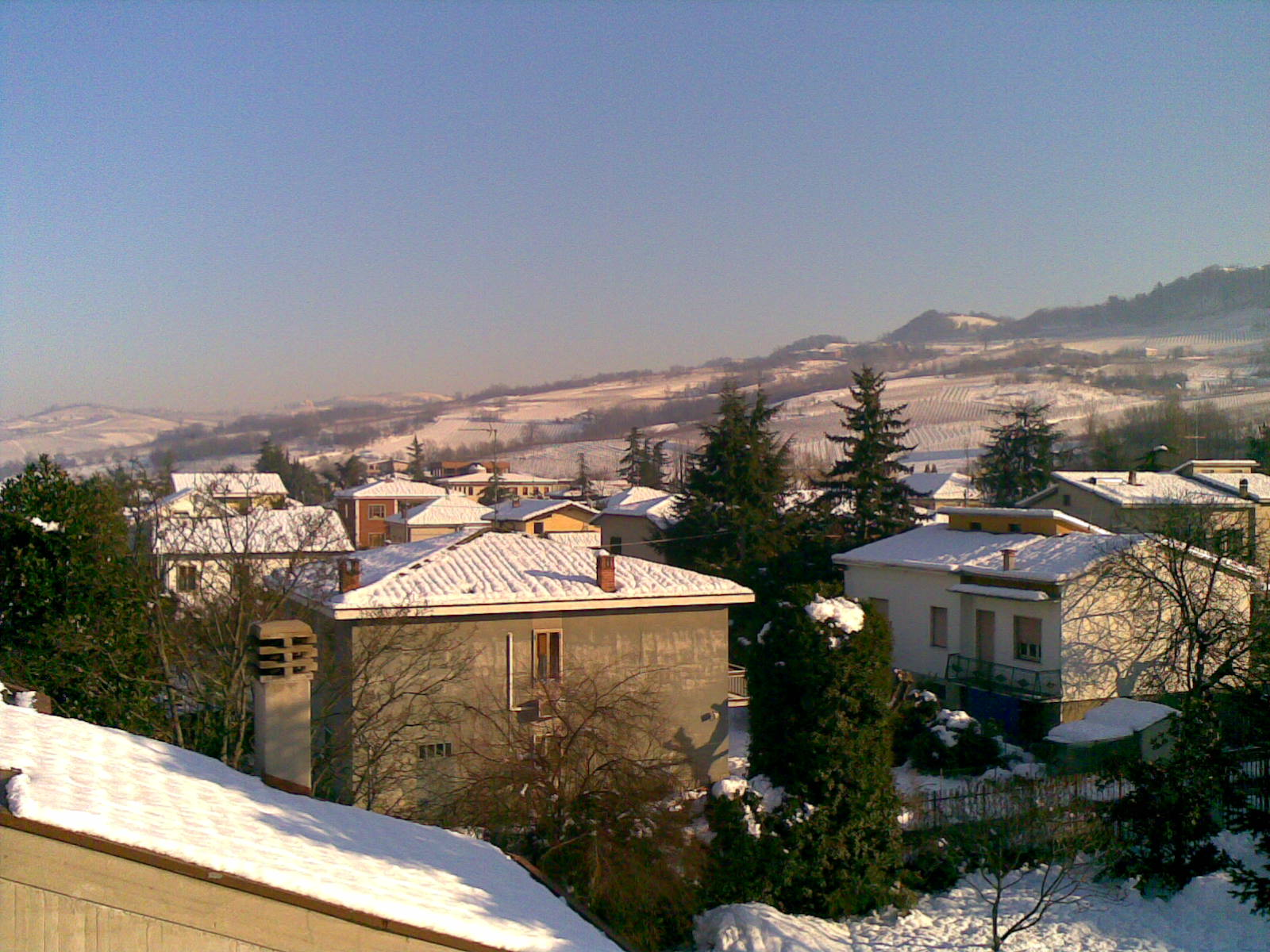
Santa Giuletta

## Gemeindepartnerschaft
Santa Giuletta unterhält eine inneritalienische Partnerschaft mit der Gemeinde Mores in der Provinz Sassari.

## Verkehr
Durch die Gemeinde führen die Autostrada A21 von Turin nach Brescia (ohne Anschluss) und die frühere Strada Statale 10 Padana Inferiore (heute die Provinzstraße 10 R) von Turin nach Monselice.
Der Bahnhof von Santa Giuletta liegt an der Bahnstrecke Alessandria–Piacenza.

## Söhne und Töchter des Ortes
- Quirino Cristiani (1896–1984), Animationsfilmer und Karikaturist
- Francesco Compagnoni OP (* 1941), Dominikaner, Hochschullehrer und Universitätsrektor